# Ayumu Sasaki
Ayumu Sasaki (佐々木 歩夢, Sasaki Ayumu; * 4. Oktober 2000 in Yokosuka) ist ein japanischer Motorradrennfahrer, der zur Saison 2025 in der Moto2-Klasse der Motorrad-Weltmeisterschaft antritt und dabei für RW Racing GP an den Start geht. Zuletzt fuhr er insgesamt sieben Saisons in der Moto3-Klasse, wo er sich 2023 den Vizeweltmeistertitel sichern konnte.

## Statistik

### Erfolge
- 2016 – Red-Bull-MotoGP-Rookies-Cup-Meister auf KTM
- 2017 – Moto3-Rookie of the Year auf Honda
- 3 Grand-Prix-Siege

### In der Motorrad-Weltmeisterschaft
(Stand: Großer Preis von Österreich, 17. August 2025)
| Saison | Klasse | Team                           | Motorrad  | Rennen | Siege | Zweiter | Dritter | Poles | Schn. Runden | Punkte | Ergebnis |
| ------ | ------ | ------------------------------ | --------- | ------ | ----- | ------- | ------- | ----- | ------------ | ------ | -------- |
| 2016   | Moto3  | Gresini Racing Moto3           | Honda     | 1      | –     | –       | –       | –     | –            | 0      | NC       |
| 2017   | Moto3  | SIC Racing Team                | Honda     | 18     | –     | –       | –       | –     | –            | 32     | 20.      |
| 2018   | Moto3  | Petronas Sprinta Racing        | Honda     | 17     | –     | –       | –       | –     | –            | 50     | 20.      |
| 2019   | Moto3  | Petronas Sprinta Racing        | Honda     | 19     | –     | –       | –       | 1     | –            | 62     | 20.      |
| 2020   | Moto3  | Red Bull KTM Tech3             | KTM       | 15     | –     | 1       | –       | –     | 1            | 52     | 16.      |
| 2021   | Moto3  | Red Bull KTM Tech3             | KTM       | 16     | –     | –       | 1       | –     | –            | 120    | 9.       |
| 2022   | Moto3  | Sterilgarda Max Racing         | Husqvarna | 18     | 2     | 4       | 3       | 2     | 1            | 238    | 4.       |
| 2023   | Moto3  | Liqui Moly Husqvarna Intact GP | Husqvarna | 20     | 1     | 7       | 3       | 5     | 6            | 268    | 2.       |
| 2024   | Moto2  | Yamaha VR46 Master Camp Team   | Kalex     | 16     | –     | –       | –       | –     | –            | 7      | 26.      |
| 2025   | Moto2  | RW-Idrofoglia Racing GP        | Kalex     | 13     | –     | –       | –       | –     | –            | 11     | 22.      |
| Gesamt | Gesamt | Gesamt                         | Gesamt    | 153    | 3     | 12      | 7       | 8     | 8            | 840    |          |

Grand-Prix-Siege
| Saison | Klasse | Rennen                 |
| ------ | ------ | ---------------------- |
| 2022   | Moto3  | Niederlande Osterreich |
| 2023   | Moto3  | Valencia               |

Einzelergebnisse
| Saison | 1        | 2           | 3           | 4          | 5          | 6          | 7                      | 8              | 9           | 10                     | 11          | 12                     | 13         | 14             | 15             | 16             | 17         | 18             | 19         | 20       | 21       | 22       |
| ------ | -------- | ----------- | ----------- | ---------- | ---------- | ---------- | ---------------------- | -------------- | ----------- | ---------------------- | ----------- | ---------------------- | ---------- | -------------- | -------------- | -------------- | ---------- | -------------- | ---------- | -------- | -------- | -------- |
| 2016   | Katar    | Argentinien | USA-Texas   | Spanien    | Frankreich | Italien    | Katalonien             | Niederlande    | Deutschland | Osterreich             | Tschechien  | Vereinigtes Konigreich | San Marino | Aragonien      | Japan          | Australien     | Malaysia   | \|\| \|\| \|\| |            |          |          |          |
| 2016   |          |             |             |            |            |            |                        |                |             |                        |             |                        |            |                |                | DNF            |            |                |            |          |          |          |
| 2017   | Katar    | Argentinien | USA-Texas   | Spanien    | Frankreich | Italien    | Katalonien             | Niederlande    | Deutschland | Tschechien             | Osterreich  | Vereinigtes Konigreich | San Marino | Aragonien      | Japan          | Australien     | Malaysia   | \|\| \|\| \|\| |            |          |          |          |
| 2017   | 11       | 20          | 18          | 15         | 19         | 8          | 16                     | 15             | 17          | 15                     | 18          | 18                     | DNF        | 16             | DNF            | 7              | 12         | 13             |            |          |          |          |
| 2018   | Katar    | Argentinien | USA-Texas   | Spanien    | Frankreich | Italien    | Katalonien             | Niederlande    | Deutschland | Tschechien             | Osterreich  | Vereinigtes Konigreich | San Marino | Aragonien      | Thailand       | Japan          | Australien | Malaysia       | \|\| \|\|  |          |          |          |
| 2018   | 8        | 16          | 11          | 12         | 16         | 16         | DNF                    | 19             | 10          | 22                     | 7           | C                      | DNF        |                | DNF            | 9              | 10         | 18             | 11         |          |          |          |
| 2019   | Katar    | Argentinien | USA-Texas   | Spanien    | Frankreich | Italien    | Katalonien             | Niederlande    | Deutschland | Tschechien             | Osterreich  | Vereinigtes Konigreich | San Marino | Aragonien      | Thailand       | Japan          | Australien | Malaysia       | \|\| \|\|  |          |          |          |
| 2019   | DNF      | 5           | DNF         | 15         | 14         | DNF        | 8                      | 17             | 9           | 11                     | 13          | 6                      | DNF        | 13             | DNF            | 13             | 7          | DNF            | 19         |          |          |          |
| 2020   | Katar    | Spanien     | Andalusien  | Tschechien | Osterreich | Steiermark | San Marino             | Emilia-Romagna | Katalonien  | Frankreich             | Aragonien   |                        | Europa     | Valencia       | \|\| \|\| \|\| |                |            |                |            |          |          |          |
| 2020   | 19       | 11          | DNF         | 20         | 13         | DNF        | DNF                    | 14             | 17          | 6                      | 13          | 2                      | 10         | 19             | 13             |                |            |                |            |          |          |          |
| 2021   | Katar    | Katar       | Portugal    | Spanien    | Frankreich | Italien    | Katalonien             | Deutschland    | Niederlande | Steiermark             | Osterreich  | Vereinigtes Konigreich | Aragonien  | San Marino     | USA-Texas      | Emilia-Romagna | Portugal   | \|\| \|\| \|\| |            |          |          |          |
| 2021   | DNF      | 7           | 4           | 5          | 5          | 4          | DNF                    |                |             | 5                      | DNF         | 13                     | 3          | 10             | 13             | 8              | 6          | 10             |            |          |          |          |
| 2022   | Katar    | Indonesien  | Argentinien | USA-Texas  | Portugal   | Spanien    | Frankreich             | Italien        | Katalonien  | Deutschland            | Niederlande | Vereinigtes Konigreich | Osterreich | San Marino     | Aragonien      | Japan          | Thailand   | Australien     | Malaysia   | \|\|     |          |          |
| 2022   | DNF      | DNF         | 3           | 4          | 3          | 6          | 2                      | DNS            |             | 4                      | 1           | DNF                    | 1          | DNF            | 2              | 3              | 2          | 4              | 2          | 5        |          |          |
| 2023   | Portugal | Argentinien | USA-Texas   | Spanien    | Frankreich | Italien    | Deutschland            | Niederlande    | Kasachstan  | Vereinigtes Konigreich | Osterreich  | Katalonien             | San Marino | Indien         | Japan          | Indonesien     | Australien | Thailand       | Malaysia   | Katar    | Valencia |          |
| 2023   | 6        | DNF         | DNF         | 4          | 2          | 3          | 2                      | 2              | C           | 2                      | 3           | 4                      | 7          | 3              | 2              | 18             | 2          | DNF            | 2          | 6        | 1        |          |
| 2024   | Katar    | Portugal    | USA-Texas   | Spanien    | Frankreich | Katalonien | Italien                | Niederlande    | Deutschland | Vereinigtes Konigreich | Osterreich  | Aragonien              | San Marino | Emilia-Romagna | Indonesien     | Japan          | Australien | Thailand       | Malaysia   | \|\|     |          |          |
| 2024   | DNF      | DNF         |             | DNS        | 22         | DNF        | DNF                    | DNF            | 24          | 21                     | 21          | 12                     | 16         | 20             | 16             | 21             | DNF        | 13             | WD         |          |          |          |
| 2025   | Thailand | Argentinien | USA-Texas   | Katar      | Spanien    | Frankreich | Vereinigtes Konigreich | Aragonien      | Italien     | Niederlande            | Deutschland | Tschechien             | Osterreich | Ungarn         | Katalonien     | San Marino     | Japan      | Indonesien     | Australien | Malaysia | Portugal | Valencia |
| 2025   | 23       | 18          | 19          | DNF        | DNF        | 20         | 17                     | DNF            | 19          | 15                     | 9           | DNF                    | 13         |                |                |                |            |                |            |          |          |          |

| Legende  | Legende            | Legende                                                          |
| Farbe    | Abkürzung          | Bedeutung                                                        |
| -------- | ------------------ | ---------------------------------------------------------------- |
| Gold     | –                  | Sieg                                                             |
| Silber   | –                  | 2. Platz                                                         |
| Bronze   | –                  | 3. Platz                                                         |
| Grün     | –                  | Platzierung in den Punkten                                       |
| Blau     | –                  | Klassifiziert außerhalb der Punkteränge                          |
| Violett  | DNF                | Rennen nicht beendet (did not finish)                            |
| Violett  | NC                 | nicht klassifiziert (not classified)                             |
| Rot      | DNQ                | nicht qualifiziert (did not qualify)                             |
| Rot      | DNPQ               | in Vorqualifikation gescheitert (did not pre-qualify)            |
| Schwarz  | DSQ                | disqualifiziert (disqualified)                                   |
| Weiß     | DNS                | nicht am Start (did not start)                                   |
| Weiß     | WD                 | zurückgezogen (withdrawn)                                        |
| Hellblau | PO                 | nur am Training teilgenommen (practiced only)                    |
| Hellblau | TD                 | Freitags-Testfahrer (test driver)                                |
| ohne     | DNP                | nicht am Training teilgenommen (did not practice)                |
| ohne     | INJ                | verletzt oder krank (injured)                                    |
| ohne     | EX                 | ausgeschlossen (excluded)                                        |
| ohne     | DNA                | nicht erschienen (did not arrive)                                |
| ohne     | C                  | Rennen abgesagt (cancelled)                                      |
| ohne     | keine WM-Teilnahme |                                                                  |
| sonstige | P/fett             | Pole-Position                                                    |
| sonstige | 1/2/3/4/5/6/7/8    | Punktplatzierung im Sprint-/Qualifikationsrennen                 |
| sonstige | SR/kursiv          | Schnellste Rennrunde                                             |
| sonstige | *                  | nicht im Ziel, aufgrund der zurückgelegten Distanz aber gewertet |
| sonstige | ()                 | Streichresultate                                                 |
| sonstige | unterstrichen      | Führender in der Gesamtwertung                                   |

Rekorde in der Motorrad-Weltmeisterschaft
- Moto3-Klasse
  - meiste schnellste Rennrunden in einer Saison: 6 (2023) 1

Anmerkungen: